# Alchemilla erzicanensis
Alchemilla erzicanensis är en rosväxtart som beskrevs av B. Pawl.. Alchemilla erzicanensis ingår i släktet daggkåpor, och familjen rosväxter. Inga underarter finns listade i Catalogue of Life.